# Ganz oben (Album)
Ganz oben ist das zweite Mixtape der Berliner Hip-Hop-Formation K.I.Z. Es erschien am 9. Juli 2013, inklusive T-Shirt, über das Independent-Label Beat the Rich! und wurde exklusiv auf der Internetseite Krasserstoff.com vertrieben.

## Vermarktung
Im Vorfeld des Mixtapes wurde am 13. Juni 2013 ein Musikvideo zum Lied Ich bin Adolf Hitler im Internet veröffentlicht. Adolf Hitler wird dabei von dem jüdischen Komiker Oliver Polak gespielt. Außerdem erschienen am 1. und 4. Juli 2013 jeweils zweiminütige Snippets zum Album auf YouTube. Am 15. November 2013 wurde ein weiteres Video zu Ein Affe und ein Pferd veröffentlicht. Fünf Jahre später, am 22. Juni 2018, erschien noch ein Musikvideo zu Ich könnte deine Mutter oder deine Schwester sein.

## Inhalt
Die Lieder sind in dem für K.I.Z typischen Rapstil gehalten, der durch Provokationen, Sexismus, schwarzen Humor und Ironie gekennzeichnet ist. Auf dem Album befinden sich mit Jimi Blue und Verpisst euch zwei Titel, die bereits am 7. Dezember 2012 im Rahmen des Red Bull Soundclash 2012 – Kraftklub vs. K.I.Z live gespielt wurden.

## Covergestaltung
Das Albumcover zeigt die vier Bandmitglieder erhängt in einem halbdunklen Raum. Dabei sind sie lediglich vom Oberkörper abwärts in der Luft hängend zu sehen. Auf dem Boden liegen drei Stühle und ein Hocker. Die weißen Schriftzüge K.I.Z und Ganz oben befinden sich im unteren Teil des Bildes.

## Titelliste
| #  | Titel                                                              | Länge |
| -- | ------------------------------------------------------------------ | ----- |
| 1  | Duhastaufdeinemkokaturndeinegeistigbehinderteschwestergeficktmucke | 2:10  |
| 2  | Ein Affe und ein Pferd                                             | 3:45  |
| 3  | Ich bin Adolf Hitler                                               | 4:30  |
| 4  | Da geht was                                                        | 3:40  |
| 5  | Ich steh auf Frauen (Ich schwöre)                                  | 3:56  |
| 6  | Unfall auf der Achterbahn                                          | 1:43  |
| 7  | Folla me                                                           | 4:15  |
| 8  | Ich könnte deine Mutter oder deine Schwester sein                  | 3:45  |
| 9  | Fledermausmann Remix                                               | 2:36  |
| 10 | Ficki Ficki                                                        | 4:02  |
| 11 | Oskar der Elefant                                                  | 2:53  |
| 12 | Jimi Blue                                                          | 2:17  |
| 13 | Verpisst euch                                                      | 1:45  |
| 14 | Stirb wenn du kannst                                               | 2:19  |
| 15 | Revolution (Mixtape Bonustrack)                                    | 3:26  |

Alle Lieder besitzen fließende Übergänge.

## Rezeption

### Chartplatzierungen
Das Mixtape stieg am 2. August 2013 für eine Woche auf Platz 91 in die deutschen Charts ein, wobei lediglich die Download-Verkäufe gezählt wurden.

### Kritik anderer Rapper
Der Rapper Fler kritisierte K.I.Z für die Verwendung eines Ausschnitts seines Lieds Deutscha Bad Boy für den Song Ich bin Adolf Hitler. So bedeute die Verwendung des Stücks innerhalb einer „Parodie“, dass seine Person ebenfalls parodiert werde. Damit sei er in seiner Ehre gekränkt. Zudem habe er den Song Deutscha Bad Boy ernst gemeint. Gegenüber K.I.Z äußerte er den Vorwurf, sich nicht ernsthaft mit Themen auseinanderzusetzen, sondern „alles nur durch den Kakao [zu] ziehen“. Fler erwirkte nach eigener Aussage eine Strafzahlung von der Gruppe.

### Bewertung von Musikmedien
| Professionelle Bewertungen | Professionelle Bewertungen |
| -------------------------- | -------------------------- |
| Kritiken                   |                            |
| Quelle                     | Bewertung                  |
| Hiphop.de                  | [ 4 ]                      |
| rappers.in                 | [ 5 ]                      |

Auf Hiphop.de heißt es, das Mixtape sei „ein in sich rundes und gelungenes Gesamtwerk“ und werde „allen Ansprüchen und Erwartungen an ein K.I.Z.-Release gerecht.“ Die Rapper überzeugten „mit solider Technik, abwechslungsreichen Themen und Punchlines, die nie aufgesetzt oder peinlich wirken.“
Auf rappers.in wurde Ganz oben mit vier von möglichen sechs Punkten bewertet. Das Mixtape basiere zwar „auf der bereits ausgeschlachteten "Ficki Ficki"-Thematik,“ sei jedoch „immer noch unterhaltsam.“ Es knüpfe „ohne Weiteres an das letzte Album Urlaub fürs Gehirn“ an, ohne die „grauen Zellen übermäßig zu strapazieren.“